# Woodhouse, Northumberland
Woodhouse var en civil parish 1866–1955 när det uppgick i Shilbottle, i grevskapet Northumberland i England. Civil parish var belägen 6 km från Alnwick och hade 20 invånare år 1951.